# Grb Američkih Djevičanskih otoka
Grb Američkih Djevičanskih otoka sadrži obrise tri glavna otoka: Saint Croixa, Saint Johna i Saint Thomasa. Oko grba je natpis "Government of the United States Virgin Islands" ("Vlada Američkih Djevičanskih otoka"). Ovaj grb je zamijenio prijašnji grb, koji je bio sličan grbu na sadašnjoj zastavi Američkih Djevičanskih otoka.